# Opisthokonta
Opisthokonta (на старогръцки: ὀπίσθιος κοντός – „отзад“, „камшиче“) или „Fungi/Metazoa група“ са голяма група еукариоти, включваща животинското и гъбното царства, заедно с еукариотните микроорганизми, които понякога са групирани в парафилетичния тип Choanozoa (обозначаван понякога като царство Протиста). Някои проучвания подкрепят монофилетичния произход на Opisthokona, но други го поставят под въпрос.
Обща характеристика на Opisthokonta е единичния флагелум в задната част, като най-животинските сперматозоиди и спорите на Chytridiomycota. Това дава името на групата. За разлика от другите флагелирани клетки в други групи еукариоти, които се придвижват с едно или повече камшичета в предния край.
Тясната връзка между животни и гъби е предложена от Томас Кавалиър-Смит през 1987 г., като използва неофициалното името Opisthokonta (официалното име е било използвано за Chytridiomycota), и е потвърдено от по-късни генетични изследвания.
Ранните филогении ги поставят в близост до растения и други групи, които имат митохондрии с гладки кристи, но тази черта варира.
Кавалиър-Смит и Стечман твърдят, че еднокамшичестите еукариотите като на Opisthokonta и Amoebozoa, наречени общо Unikonta, се отделят от другите двукамшичести еукариоти, наречени Bikonta, малко след като са се развили.

## Таксономия
Opisthokonta са разделени на Holomycota или Nucletmycea (гъби и всички организми, по-тясно свързани с гъбички, отколкото с животни) и Holozoa (животни и всички организми, по-тясно свързани с животни, отколкото с гъбички). През 2013 г. проучване показва, че може да има много повече едноклетъчни Opisthokonta, отколкото се е предполагало по-рано. Holomycota и Holozoa се състоят от следните групи:
- Holomycota
  - Fungi
    - Chytridiomycota (по-рано причислявани към Протисти)
    - Microsporidia (по-рано причислявани към Протисти)
    - Hyaloraphidium (по-рано причислявани към Chlorophyta, сега към Chytridiomycota)
    - без Oomycete (сега Heterokontophyta)
    - без Labyrinthulomycetes (сега Heterokontophyta)
    - без Myxogastria или Myxomycota (сега Amoebozoa)

  - Rozellida
  - Fonticulida
  - Nucleariida или Cristidiscoidea
- Holozoa
  - Mesomycetozoea
    - Dermocystida
    - Ichthyophonida
    - Eccrinales
    - Amoebidiidae
    - Corallochytrium

  - Filozoa
    - Filasterea
      - Capsasporida (capsasporid amoebae)
      - Ministeriida (ministeriid amoebae)

    - Choanoflagellata
    - Animalia
      - Myxozoa (по-рано причислявани към Протисти)